# Russification de l'Ukraine
La russification de l'Ukraine (en ukrainien : Русифікація України, aussi Зросійщення України) est un ensemble d'actions et de conditions visant à renforcer la supériorité politique nationale russe en Ukraine et parmi les Ukrainiens, par la transition ou la traduction de personnes de nationalité non russe vers la langue russe et la culture russe et leur assimilation ultérieure. L'Ukraine et la Biélorussie sont les pays les plus touchés par la russification.

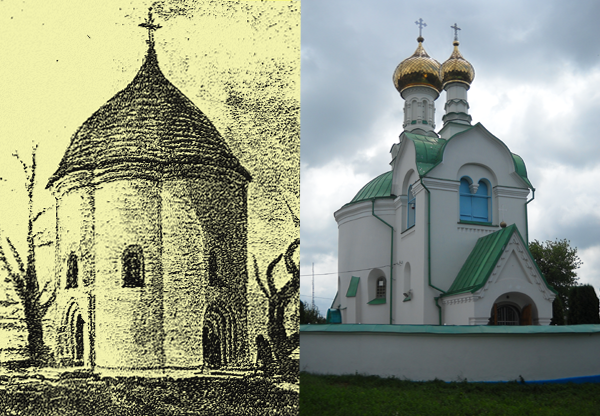
L'apparence originale (à gauche) et l'état actuel (à droite) de l'église Basiliv à Volodymyr, en Ukraine.

La russification est une politique de longue date des régimes russes. Elle est apparue à l'époque de l'Empire russe, a ensuite repris son existence à l'époque de l'Union soviétique et s'est intensifié sous le règne de Vladimir Poutine dans les territoires occupés par la Russie. Cela se manifeste non seulement par le remplacement de la langue ukrainienne par le russe, mais aussi par le changement des noms de famille (les terminaisons et les accents russes étaient généralement ajoutés aux noms de famille ukrainiens dans les documents), ainsi que par la reconstruction de l'architecture locale et la destruction du patrimoine historique,.

## Chronologie
- 1690. Interdiction par l'Église orthodoxe russe des livres paroissiaux imprimés dans la langue littéraire ukrainienne de l'époque et premiers cas de leur destruction (Cette politique a commencé immédiatement après la transition de Hetmanat cosaque sous le protectorat de la Russie)[4]
- 1720. Décret de Pierre Ier le Grand interdisant l'impression de livres en langue ukrainienne dans les imprimeries de Kiev et de Tchernihiv[5]
- 1764. Instruction de Catherine II sur la russification de l'Ukraine, de Smolensk (territoire ethnique biélorusse), des États baltes et de la Finlande[6]
- Décret du synode de l'Église orthodoxe russe sur la confiscation des abécédaires ukrainiens et des livres paroissiaux ukrainiens à la population[7].
- 1784. Interdiction totale de l'enseignement primaire en langue ukrainienne sur le territoire de l'empire russe.
- 1786. Interdiction de l'usage de la langue ukrainienne dans les services religieux et de l'enseignement de la langue ukrainienne dans les établissements d'enseignement supérieur.
- 1831. Abolition de la loi de Magdebourg dans les villes, ce qui rendait impossible la conduite des procédures judiciaires en langue ukrainienne.
- 1862. Les écoles paroissiales ukrainiennes sont fermées. La publication de la revue littéraire, scientifique et politique ukrainienne « Osnova » a été interrompue.
- 1863. Le décret de Piotr Valouïev dans lequel il déclarait qu'"il n'y avait pas de langue ukrainienne, qu'elle n'existe pas et qu'elle ne peut pas exister, et quiconque ne comprend pas cela est un ennemi de la Russie"[8].
- 1876. Oukase d'Ems. Interdiction d’importer des livres ukrainiens de l’étranger, interdiction de signer des textes ukrainiens sous des partitions, interdiction des représentations ukrainiennes. La chorale de Mykola Lysenko a été obligée de chanter la chanson folklorique ukrainienne « Rain » en français lors du concert.
- 1881. Loi autorisant l'impression de dictionnaires en langue ukrainienne, mais selon l'orthographe russe, la production de pièces de théâtre ukrainiennes dépend des autorités locales.
- 1887. Le censeur restitue le manuscrit de la grammaire de la langue ukrainienne sans le lire, écrivant à l'auteur qu'« il n'est pas nécessaire de permettre la publication de la grammaire de cette langue, vouée à l'inexistence ».
- 1888. Décret de l'empereur Alexandre III "Sur l'interdiction de l'utilisation de la langue ukrainienne dans les institutions officielles et du baptême avec des noms ukrainiens".
- 1889. A Kiev, lors du congrès archéologique, il est permis de lire des résumés dans toutes les langues sauf l'ukrainien.
- 1882. Le gouvernement russe ordonne aux censeurs de surveiller strictement le fait que les traductions littéraires ukrainiennes à partir de la langue russe ne sont pas autorisées.
- 1894. Interdiction d'importer des livres ukrainiens de l'étranger.
- 1895. Interdiction des lecteurs ukrainiens et des livres ukrainiens pour enfants.
- 1903. Lors de l'inauguration du monument à l'écrivain Ivan Kotlyarevskyi à Poltava, les discours en ukrainien n'étaient pas autorisés.
- 1905. Le Cabinet des ministres de Russie a rejeté la pétition des universités de Kiev et de Kharkiv visant à lever l'interdiction de la langue ukrainienne, la qualifiant d'« inopportune ».
- 1906 et 1907. Fermeture du journal de langue ukrainienne « Prosvita » à Odesa et Mykolaïv.
- 1908. Décret du Sénat selon lequel « l'amélioration de l'éducation en Ukraine est préjudiciable et dangereuse pour la Russie ».
- 1910. Décret de Stolypin sur l'inclusion des Ukrainiens dans la catégorie des étrangers et sur l'interdiction de toute organisation politique ukrainienne.
- 1913. Le directeur du district éducatif de Kiev a publié une instruction dans laquelle il interdisait aux élèves et aux étudiants d'assister aux représentations théâtrales ukrainiennes.
- 1914. Interdiction de célébrer le 100e anniversaire de la naissance du principal écrivain ukrainien, Taras Chevtchenko[9]
- 1922. Après la Guerre d'indépendance ukrainienne, Liquidation du journal "Prosvita" dans le Kouban, et dans d'autres lieux de résidence des Ukrainiens faisant partie de la Russie soviétique
- 1929. Arrestations de l'intelligentsia et de personnalités de l'Église orthodoxe autocéphale ukrainienne (il s'est avéré que « l'ukrainisation » en URSS a été réalisée dans les années 1920 afin d'identifier les futures victimes de la répression)
- 1933. Pendant l'Holodomor, le télégramme de Stalin sur la fin de l'ukrainisation est publié
- 1937. La fusillade de l'élite intellectuelle ukrainienne, appelée la Renaissance fusillée
- 1938. Résolution du Kremlin sur l'étude obligatoire de la langue russe dans les écoles de l'Ukraine soviétique.
- 1958. Résolution du Plénum du Comité central du PCUS sur la transition des écoles ukrainiennes vers la langue d'enseignement russe. Le 17 septembre 1959, la Verkhovna Rada de la RSS d'Ukraine a adopté la résolution correspondante.
- 1961. 22e Congrès du Parti communiste — le nouveau programme du parti sur la « fusion des nations en un seul peuple soviétique »
- 1970. Ordre du ministère de l'Éducation de l'URSS de rédiger et de soutenir toutes les thèses uniquement en russe.
- 1972. Dans les villes du sud-est de l'Ukraine – Dnipropetrovsk, Odessa, Kherson –, les russophones attaquaient régulièrement les ukrainiens durant la seconde moitié du XXe siècle, les accusant de « nationalisme ». La police soviétique n'a pas répondu aux plaintes des victimes, se soumettant à la propagande officielle selon laquelle l'URSS entretenait « l'amitié des peuples ».
- 1975. Les œuvres d'écrivains ukrainiens sont publiées sous une forme abrégée en raison de la censure soviétique
- 1980 - Nouvelles arrestations de intelligentsia et de dissidents ukrainiens, qui sont ensuite soumis à une psychiatrie punitive.
- 2014. Dans les territoires occupés par la Russie des régions de Donetsk et de Louhansk en Ukraine, les écoles sont passées à la langue d'enseignement russe. Saisie et incendie de livres ukrainiens. Démolition de monuments dédiés aux hetmans et otamans ukrainiens[10]
- 2016. - après l'occupation de la Crimée par la Russie, les écoles de langue ukrainienne ont été fermées. Depuis 2016, une seule école de langue ukrainienne fonctionne. Formellement, l'enseignement en ukrainien est autorisé, mais informellement, des tentatives similaires sont activement bloquées[11]
- 2019. - la dernière école déclarée ukrainienne a été reformatée - et, selon les parents, dans l'école « déclarée » ukrainienne, toutes les matières étaient de facto en russe[12].
- 2022. Discours du député à la Douma d'État Yevgeniy Fedorov au chef du ministère des Sciences de la fédération de Russie concernant la création de l'Institut pour la réglementation des normes de la langue ukrainienne en Russie[13]. Les troupes russes dans les territoires temporairement occupés ont confisqué et détruit la littérature ukrainienne et les manuels d'histoire de l'Ukraine et ont forcé les enseignants de la ville à mener le processus éducatif dans les écoles exclusivement en russe[14]. Les forces russes ont fait pression sur les éducateurs de Berdiansk temporairement occupée. En 2022, les autorités d'occupation en Crimée ont mis en place des soi-disant camps de recyclage pour les enseignants des régions de Kherson, Kharkiv et Zaporizhzhia dans le but de les transférer aux « normes éducatives russes »[15],[16].
- 2023. Dans les territoires temporairement occupés, les Russes retirent les livres ukrainiens des collections des bibliothèques générales et scolaires et les brûlent dans les chaufferies[17]